# Булатов, Николай Ильич
Николай Ильич Булатов (1857—?) — русский военачальник, генерал от артиллерии.

## Биография
Родился 21 января 1857 года в православной дворянской семье.
Образование получил в Сибирской военной гимназии.
В военную службу вступил 9 августа 1874 года.
Окончил Михайловское артиллерийское училище. Выпущен подпоручиком (ст. 22.05.1877) в 17-ю полковую пешую артиллерийскую бригаду.
Участник русско-турецкой войны 1877—1878 годов. Поручик (ст. 18.12.1878).
Окончил Михайловскую артиллерийскую академию (по 1-му разряду). Штабс-капитан (ст. 24.08.1881). Помощник старшего адъютанта окружного артиллерийского управления Туркестанского военного округа (15.06.1882-09.01.1890).
Капитан (пр. 1889; ст. 30.08.1889; за отличие). Исполняющий должность начальника учебного артиллерийского полигона того же округа (09.01.1890-28.11.1896).
Подполковник (пр. 1895; ст. 23.04.1895; за отличие). Начальник учебного артиллерийского полигона Виленского военного округа (28.11.1896-14.11.1902).
Полковник (пр. 1898; ст. 06.10.1898; за отличие). Командир дивизиона 28-й артиллерийской бригады (14.11.1902-09.02.1905).
Участник русско-японской войны 1904—1905 годов. Командующий 16-й артиллерийской бригадой (09.02.1905-23.04.1907) 16-й пехотной дивизии.
Генерал-майор (пр. 05.03.1905; ст. 01.10.1904; за отличие) с утверждением в должности. Командир 1-й гренадерской артиллерийской бригады (23.04.1907-03.07.1908). Начальник артиллерии 13-го армейского корпуса (03.07.1908-28.07.1910).
Генерал-лейтенант (пр. 1908; ст. 01.10.1908; за отличие). Инспектор артиллерии 13-го армейского корпуса (28.07.1910-02.04.1913). Инспектор артиллерии 8-го армейского корпуса (02.04.1913-24.01.1914). Начальник артиллерии Иркутского военного округа (с 24.01.1914).
Участник Первой мировой войны. Начальник 3-й пехотной дивизии (13.11.1914-17.06.1916). Состоял в распоряжении командующего 8-й армией (с 17.06.1916). Летом 1916 года командовал Сводным корпусом на Юго-Западном фронте. За отличия командующим 8-м армейским корпусом награждён орденом Св. Георгия 4-й степени.
Генерал от артиллерии (пр. 06.12.1916; ст. 06.12.1916; за отличие). С конца 1916 по апрель 1917 года командовал 1-м армейским корпусом.
После февральской революции — 2 (15) апреля 1917 отчислен от должности командира 1-го армейского корпуса, с назначением в резерв чинов при штабе Киевского военного округа.
23 июня (6 июля) 1917 числящийся по полевой лёгкой артиллерии, состоящий в резерве чинов при штабе Киевского военного округа, генерал от артиллерии Булатов уволен от службы, за болезнью, с мундиром и пенсией.
Дата и место смерти неизвестны.

## Награды
- Награждён орденом Св. Георгия 4-й степени (30.10.1916) и Золотым оружием «За храбрость» (05.02.1906).
- Также награждён орденами Св. Станислава 3-й степени с мечами и бантом (1878); Св. Анны 3-й степени (1883); Св. Станислава 2-й степени (1901); Св. Анны 2-й степени с мечами (1906); Св. Владимира 3-й степени (1907); Св. Станислава 1-й степени (1911); Св. Анны 1-й степени с мечами (11.08.1915); Св. Владимира 2-й степени с мечами (08.09.1916); Белого Орла с мечами (21.11.1916).